# Mathématiques pures

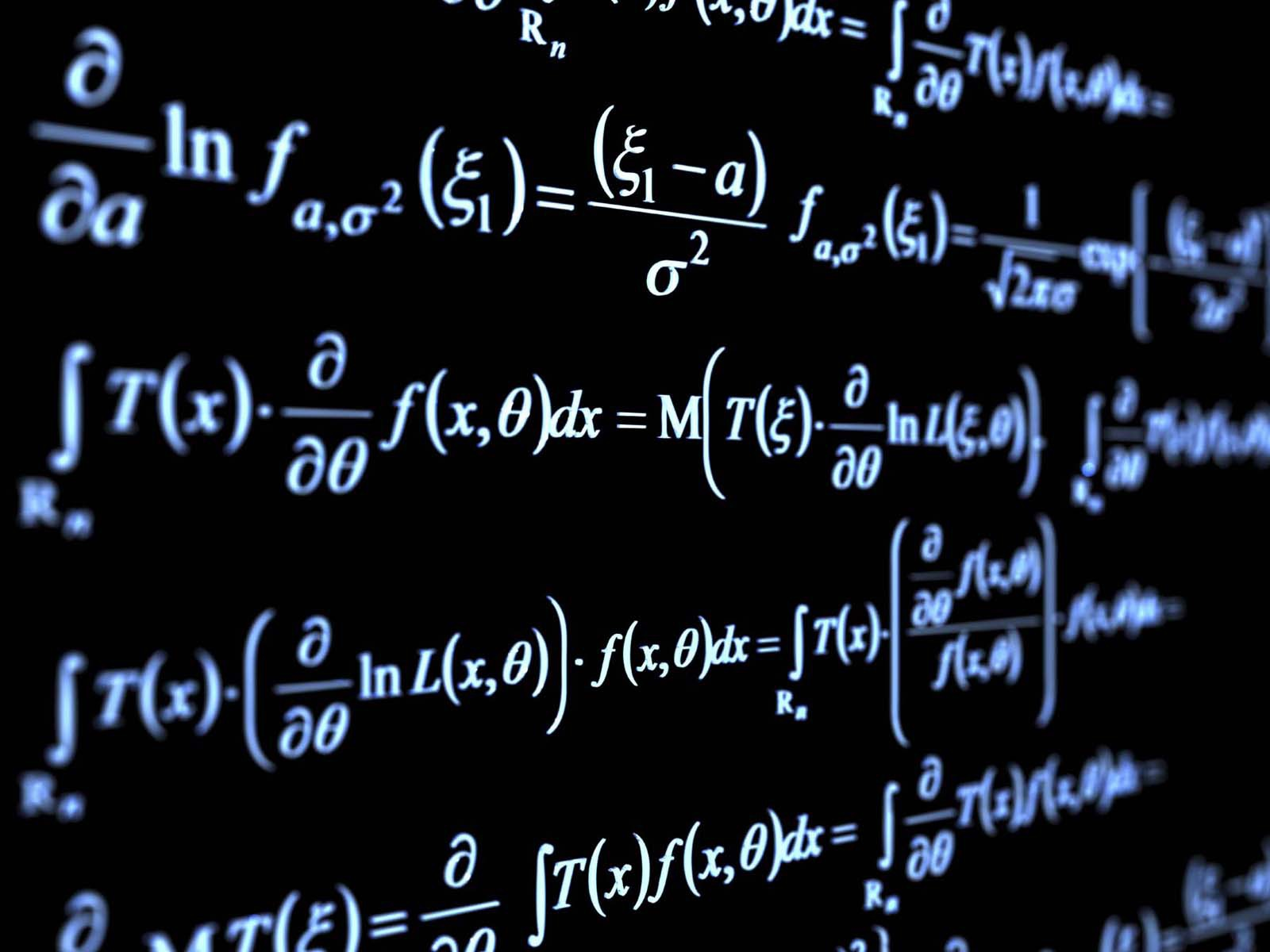
Formules mathématiques

Les mathématiques pures (ou mathématiques fondamentales) regroupent les activités de recherche en mathématiques motivée par des raisons autres que celles de l'application pratique.
Les mathématiques pures reposent sur un ensemble d'axiomes et sur un système logique, détachés de l'expérience et de la réalité. Il n'est cependant pas rare que des théories développées sans objectif pratique soient utilisées plus tard pour certaines applications, comme la géométrie riemannienne pour la relativité générale.

## Histoire

### Grèce antique
Les mathématiciens de la Grèce antique ont été parmi les premiers à faire une distinction entre les mathématiques pures et appliquées.
Platon a contribué à l'écart entre l'« arithmétique », et la « logistique », maintenant appelée arithmétique. Platon considérait la logistique (arithmétique) comme appropriée pour les hommes d'affaires et les hommes de guerre qui « doivent apprendre l'art des nombres ou [ils] ne sauront pas comment arranger [leurs] troupes » et l'arithmétique comme appropriée aux philosophes.
« Un élève ayant demandé un jour à Euclide quelle était l'utilité de la géométrie, le célèbre mathématicien, hors de lui, ordonna à un esclave de donner quelques pièces de monnaie au garçon « pour qu'il puisse voir l'utilité de ce qu'il apprend ». C'est une légende, bien sûr, mais […]. »
Apollonios de Perga a fait valoir, dans la préface du cinquième livre des Coniques, que les sujets d'un de ceux-ci « ... semblent digne d'être étudiés pour eux-mêmes ».

### XIXesiècle
Le terme lui-même est inscrit dans le titre complet de la chaire sadleirienne, fondée au milieu du XIXe siècle. L'idée de faire des mathématiques pures une discipline à part entière pourrait avoir émergé à cette époque. La génération de Gauss ne fait aucune distinction radicale entre les mathématiques pures et appliquées.

### XXesiècle
Au début du XXe siècle, les mathématiciens ont utilisé la méthode axiomatique, fortement influencée par David Hilbert. La formulation logique des mathématiques pures suggérée par Bertrand Russell semblait de plus en plus plausible, puisque de grandes parties des mathématiques se sont axiomatisée et se sont donc soumis à des critères de démonstration rigoureuse. 
En fait, dans un cadre axiomatique, le rigoureux n'ajoute rien à l'idée de démonstration. Les mathématiques pures, selon un point de vue qui peut être attribué au collectif Bourbaki, est ce qui est démontré.

## Généralité et abstraction
Un concept central en mathématiques pures est l'idée de généralité ; les mathématiques pures présentent souvent une tendance vers une plus grande généralité.
- La généralisation de théorèmes ou de structures mathématiques peut conduire à une meilleure compréhension des théorèmes ou structures originales.
- La généralisation peut simplifier la présentation du matériel, ce qui entraîne des démonstrations ou des arguments étant plus faciles à suivre, plus courts.
- On peut utiliser la généralité pour éviter la duplication des efforts, ce qui amène à une méthode générale au lieu d'avoir à démontrer des cas séparés indépendamment, ou en utilisant les résultats d'autres domaines mathématiques.
- La généralisation peut faciliter les connexions entre les différentes branches des mathématiques. La théorie des catégories est un domaine des mathématiques dédié à la découverte de points en commun entre certains domaines des mathématiques.

L'impact de la généralité sur l'intuition est à la fois dépendante du sujet, et une question de préférence personnelle. Souvent, la généralité est considérée comme un obstacle à l'intuition, mais elle peut certainement fonctionner comme une aide à celle-ci.
On peut prendre pour exemple le programme d'Erlangen, qui a développé une expansion de la géométrie afin d'accueillir des géométries non-euclidiennes, ainsi que le domaine de la topologie et d'autres sous-domaines de la géométrie, en étudiant la géométrie comme un espace avec un groupe de transformations. L'étude des nombres, appelée algèbre au début de son apprentissage, s'étend ensuite à l’algèbre abstraite à un niveau plus avancé ; et l'étude des fonctions, appelée calcul à ses débuts, à l’analyse mathématique et l’analyse fonctionnelle à un niveau plus avancé. Chacune de ces branches mathématiques plus abstraites a de nombreux sous-domaines, et il existe en fait beaucoup de liens entre les disciplines des mathématiques pures. Un fort développement de l'abstraction a été observé au milieu du XXe siècle. 
Cependant, en pratique, ces évolutions ont conduit à une forte divergence en physique, en particulier de 1950 à 1983. Plus tard, cette divergence fut critiquée, par exemple par Vladimir Arnold, car trop de Hilbert, pas assez de Poincaré.[pas clair]

## Sous-domaines
Les mathématiciens ont toujours eu des opinions divergentes en ce qui concerne la distinction entre les mathématiques pures et appliquées. Un des exemples modernes les plus célèbres (mais sans doute mal compris) de ce débat se trouve dans A Mathematician's Apology, de G. H. Hardy.
Il est largement admis que Hardy a considéré les mathématiques appliquées comme laides et ternes. Bien qu'il soit vrai qu'Hardy préfère les mathématiques pures, et qu'il les a souvent comparées à la peinture et à la poésie, Hardy a perçu la distinction entre mathématiques pures et appliquées qui est tout simplement que, les mathématiques appliquées cherchent à exprimer la vérité physique dans un cadre mathématique, alors que les mathématiques pures expriment des vérités étant indépendantes du monde physique. Hardy fait ainsi une distinction des mathématiques entre ce qu'il appelle les mathématiques « réelles », « qui ont une valeur esthétique permanente », et « les parties ternes et élémentaires des mathématiques » qui ont une utilisation pratique. 
Hardy considérait certains physiciens, comme Einstein et Dirac, d'être parmi les « vrais » mathématiciens, mais au moment où il écrivait l'Apology, il a également considéré la relativité générale et la mécanique quantique comme étant « inutiles », ce qui lui a permis d'affirmer que seules les mathématiques « ternes » sont utiles.